# Fiona Bigwood
Fiona Bigwood (ur. 24 kwietnia 1976) – brytyjska jeźdźczyni sportowa. Srebrna medalistka olimpijska z Rio de Janeiro.
Startuje w dresażu. Zawody w 2016 były jej pierwszymi igrzyskami olimpijskimi. W Brazylii zdobyła srebrny medal w drużynie, tworzyli ją ponadto Spencer Wilton, Carl Hester i Charlotte Dujardin. Startowała na koniu Orthilia.  Ma w dorobku srebrny medal mistrzostw świata w drużynie (2010) oraz srebro europejskiego czempionatu w 2015).